# فندق شبرد
كان فندق شبرد أهم فندق في القاهرة وواحد من الفنادق المشهورة في العالم من منتصف القرن التاسع عشر إلى أن دُمر خلال حريق القاهرة عام 1952. بعد خمس سنوات من تدميره بُني فندق جديد قرب الفندق الأصلي وسُمي فندق شبرد.

## التاريخ
افتتح الفندق رسميًا عام 1841 صامويل شبرد باسم «فندق الملائكة». لاحقًا اُعيدت تسميته إلى «فندق شبرد». كان شبرد رجلًا إنكليزيًا وُصف بأنه «طاه معجنات مبتدى غير متميز» جاء من بريستون كابس، نورثهامبتونشاير. كان شريك السيد هيل في الفندق، وهو مدرب محمد علي باشا وأثبت أنه رجل أعمال وقائد ناجح. وفي إحدى المناسبات نُقل الجنود المقيمون في الفندق إلى القرم وتركوا خلفهم فواتير غير مدفوعة، سافر شبرد شخصيًا إلى سيفاستوبول لاستلام الديون.

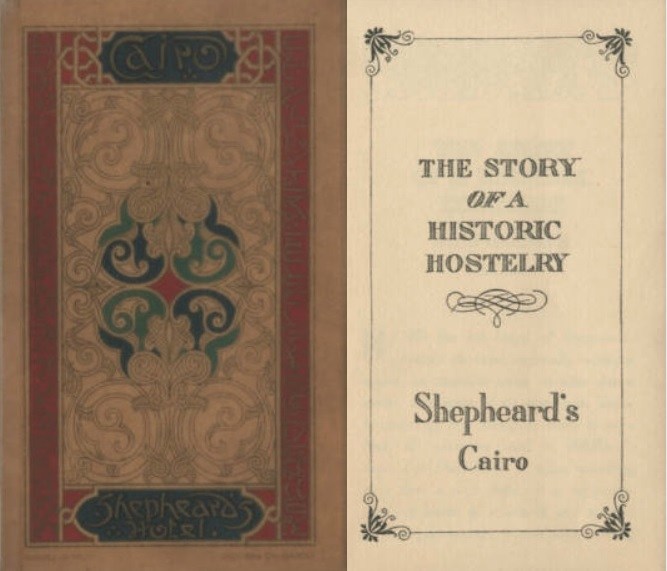
قصة نزل تاريخي - شبرد القاهرة

سنة 1854 تخلى السيد هيل عن اهتمامه بالفندق وأصبح شبرد المالك الوحيد. باع شبرد الفندق بمبلغ 10 آلاف جنيه استرليني وتقاعد في إنجلترا. ترك ريتشارد بروتون -صديق شبرد المقرب- وصفًا تفصيليًا عن شخصية شبرد الكريمة ونجاحه المهني ووصفه بأنه «رجل رائع في الكثير من الأمور وشبيه جون بيل في الكثير من الأشياء». اشتهر فندق شبرد بفخامته وضيوفه وبذخه والزجاج الملون والسجاد الفارسي والحدائق والمدرجات والأعمدة الضخمة الشبيهة بالمعابد المصرية القديمة. لم يكن الأمريكيون وحدهم من يتردد على الحانة الأمريكية بل أيضًا الضباط الفرنسيون والبريطانيون. كانت هناك حفلات رقص ليلية حيث يظهر الرجال بالزي الرسمي للجيش والنساء بثياب السهرة.
عُرفت الحانة باسم «الصف الطويل» لأنه تكون دائمًا مزدحمة لذلك تتطلب الانتظار للحصول على مشروب. سنة 1941-42 عندما كان هناك مخاوف حقيقة أن جيوش رومل قد تصل إلى القاهرة. انتشرت بين الجنود البريطانيين والأستراليين الذين ينتظرون الخدمة في الصف الطويل نكته تقول «انتظر حتى يصل رومل إلى شبرد، هذا سوف يوقفه». كان الكوكتيل المميز الذي تقدمه الحانة علاجًا لمعاناة الجنود الذين يشكون رداءة الخمور في هذه المناطق. خلال القتال، كان الجنرال النازي رومل يزعم قائلًا «سأشرب الشمبانيا في الجناح الرئيسي لشبرد قريبًا».
كان «الصف الطويل» مشهورًا لدى الحكومة اليونانية في المنفى، كتب هارولد ماكملان في 21 أغسطس عام 1944: يجب على الحكومة أن تنتقل إلى إيطاليا للهرب من «الأجواء المسمومة من المؤامرات التي تملأ القاهرة. أفلست جميع الحكومات اليونانية السابقة في حانة شبرد».
تقابل محلات السياحة الفندق عبر الشارع وكان هناك مخزن حيث يمكن للضباط ترك أمتعتهم الزائدة. اختلفت الآراء حول طعام الفندق بمرور الوقت. قيل في مرحلة مبكرة إن طعامه «يترك الكثير مما هو مرغوب به» ولكن في منتصف القرن العشرين، كان آخرون يصفون الطعام بأنه «مثل أي شيء جيد في فندق ريتز في باريس أو أدلون في برلين أو غراند روما».
وكان من بين ضيوفه أغا خان، و مهراجا جود يور وونستون تشرشل.
في 26  يناير 1952، دُمر الفندق خلال حريق القاهرة، فترة أعمال الشغب ضد بريطانيا والاضطرابات الأمنية المتصاعدة التي أدت إلى الثورة المصرية عام 1952.

## في الثقافة الشعبية
حضر في الفندق  العديد من الضيوف الخيالين البارزين. فيه صُوّر الفيلم البريطاني «الجمال آتية» عام .1934 كان الفندق موقعًا لتصوير بعض مشاهد فيلم «الإنكليزي المريض» عام 1996 لكن المشاهد الأساسية للفيلم صُوّرت في فندق جراند دي بان في فينسا ليدو في إيطاليا. استُخدم الفندق قاعدة عمليات في سلسلة سباق الاستعمار من قبل هاري تورتلدوف، وموقعًا في رواية أغاثا كريستي المنزل الأعوج، وذُكر في قصة قصيرة لأنتوني ترولوب بعنوان «الأنثى غير المحمية في الأهرام»(1861). وظهر بانتظام في روايات إميليا بيودي لإليزابيث بيتر.

## فندق شبرد الحديث
أقيم «فندق شبرد» عام 1957 بواسطة الشركة المصرية للفنادق المحدودة. في جاردن سيتي في القاهرة على بعد نحو نصف ميل من الفندق الأصلي. الفندق الجديد والأرض التي بُني عليها تملكها الشركة المصرية العامة للسياحة والفنادق. تتولى إدارة الفندق شركة هلنان الدولية للفنادق لذا يُعرف الفندق باسم هلنان شبرد.